# Педрово
Педрово (словен. Pedrovo) — поселення в общині Нова Гориця, Регіон Горишка, Словенія. Висота над рівнем моря: ? м. Поселення було створена в 2011 році. Раніше воно було частиною с. Бранік.